# Conothele malayana
Conothele malayana är en spindelart som först beskrevs av Carl Ludwig Doleschall 1859.  Conothele malayana ingår i släktet Conothele och familjen Ctenizidae. Inga underarter finns listade i Catalogue of Life.